# フーゴー・エーバーライン衛兵連隊
フーゴー・エーバーライン衛兵連隊（ドイツ語: Wachregiment „Hugo Eberlein“）、または第2衛兵連隊（ドイツ語: Wachregiment 2, WR-2）とは、国家人民軍地上軍（東ドイツ陸軍）が有した連隊の1つ。ドイツ民主共和国国防省(MfNV)に直属し、高級将校やドイツ社会主義統一党(SED)幹部の身辺警護、重要な軍事施設及び党施設の警護を主な任務とした。

## 任務
フーゴー・エーバーライン衛兵連隊はシュトラウスベルク北部に駐屯し、国防省及び付随する施設・人員の警護を担っていた。1962年までは東ベルリンにも展開していた。この部隊は国防省直属の部隊として扱われ、指揮権は国防省の一般作戦幕僚部副長(Stellvertreter des Chefs des Hauptstabes für Allgemeine Aufgaben)に与えられていた。

## 歴史
1956年、兵営人民警察を管轄する内務省の部局、演習本部にて衛兵連隊(Wachregiment)の編成が行われる。連隊には大粛清の中で処刑されたドイツ人の共産主義者、フーゴー・エーバーラインの名が冠された。
当初、衛兵連隊には純粋に儀仗のみを任務とする3個儀仗兵中隊が所属していたが、1962年にフリードリヒ・エンゲルス衛兵連隊、あるいは第1衛兵連隊として分割された。これに伴い、従来の衛兵連隊は第2衛兵連隊と改称された。
第2衛兵連隊の将兵は、「NVA-Wachregiment」の刺繍が施された袖章を軍服に装着していた。
1990年、共和国の崩壊および国家人民軍の解体に伴い、第2衛兵連隊も解散した。警護任務は連邦軍東部司令部に引き継がれた。